# Plaques de matrícula de Mònaco

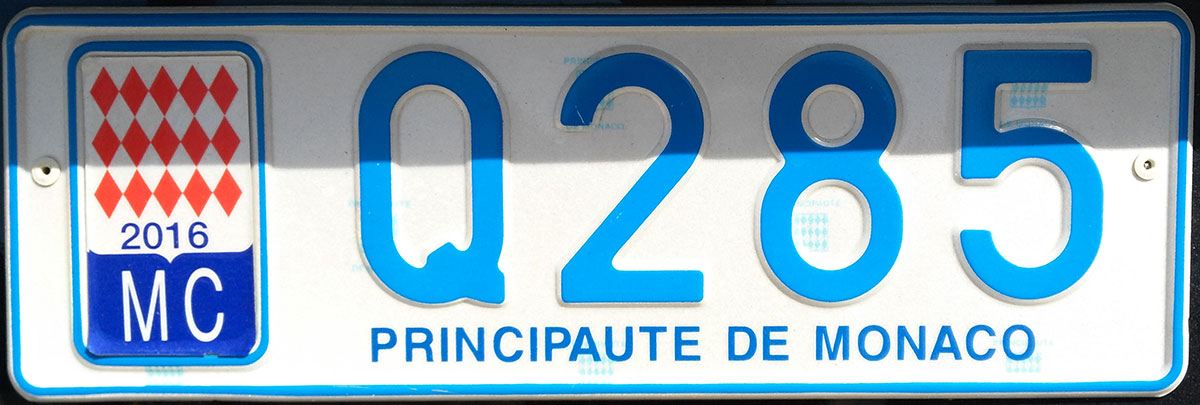
Placa de matrícula de Mònaco en que ja hi apareix també el codi del país (MC).

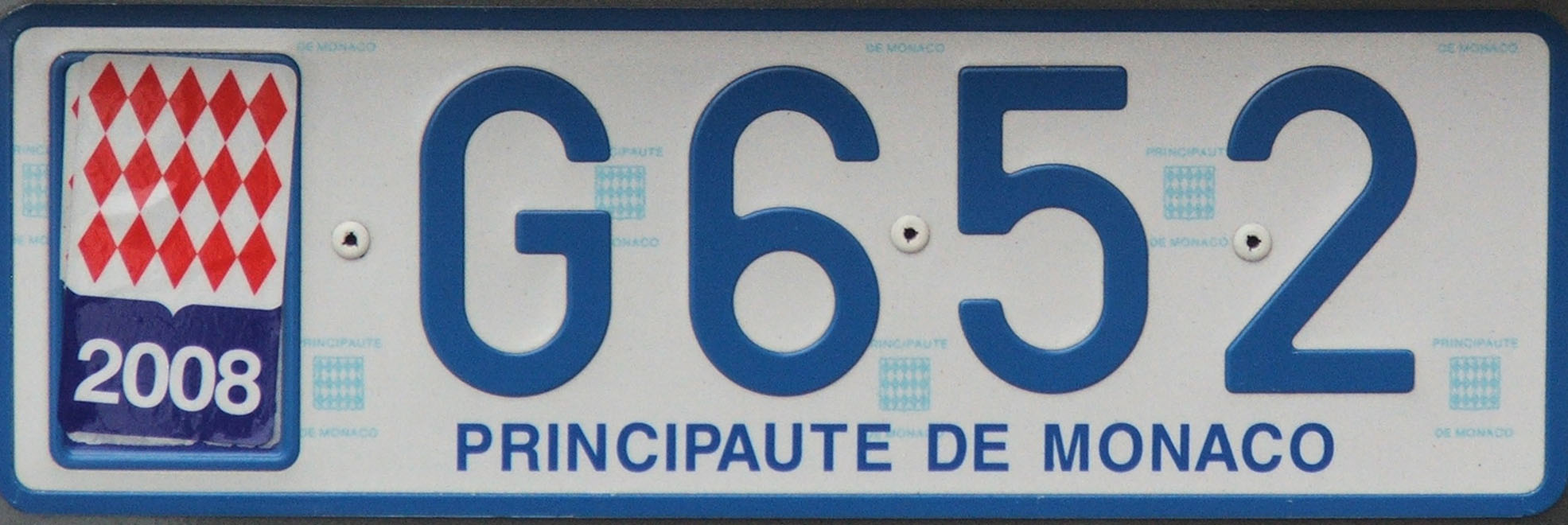
Placa de matrícula de Mònaco anterior a les actuals.

Les plаques de matrícula del Principat de Mònaco consisteixen en quatre caràcters de color blau sobre un fons blanc, sent el primer una lletra i els tres darrers xifres (per exemple,  A123) amb unes dimensions de 260 mm x 110 mm. A la seva part esquerra hi ha l'escut d'armes del Principat i l'any de matriculació (només a la placa posterior), mentre que a la part inferior de la placa sota el caràcters es pot llegir "PRINCIPAUTE DE MONACO" en lletres majúscules i color blau.

## Tipus
Algunes lletres es reserven per identificar uns tipus específics de vehicles:
- La X per als vehicles històrics.
- La V per als vehicles de lloguer.

Per al cos diplomàtic, les plaques tenen els caràcters en color verd sobre un fons blanc. Els diplomàtics i els funcionaris del govern s'identifiquen per les lletres CD (Corps Diplomatique), mentre que els cònsols porten les lletres CC (per Cos Consular).
Les plaques temporals són diferents de les del sistema general i segueixen el mateix principi que les plaques temporals franceses: els caràcters són de color blanc sobre un fons blau fosc. Aquesta acaba amb les lletres WW MC, on MC és sinònim de Mònaco.